# Лагоа (Азори)
Лаго́а (порт. Lagoa; МФА: [ɫɐ.ˈgo.ɐ]) — муніципалітет і місто в Португалії, в автономному регіоні Азорські острови. Розташований на острові Сан-Мігел в Атлантичному океані, на теренах історичної португальської провінції Азори. Належить до Ангрської діоцезії Католицької церкви в Португалії. Права міського самоврядування має з 1522 року. Поділяється на 5 парафій.  Площа муніципалітету — 45,57 км², населення муніципалітету — 14416 ос. (2011); густота населення — 316,35 осіб/км²
. Патрон — Діва Марія. Святковий день муніципалітету — 11 квітня. Поштовий індекс — 9800.  Код місцевої адміністративної одиниці — 2007. Складова статистичного регіону Азори.

## Назва
- Лаго́а (порт. Lagoa de São Miguel, «став, лагуна») — сучасна назва.
- Лаго́а-де-Сан-Міге́л (порт. Lagoa de São Miguel, «Сан-Мігелівська Лагоа») — альтернативна стара назва, на противагу Лагоа (Алгарве).

## Географія
Лагоа розташована на Азорських островах в Атлантичному океані, на півдні острова Сан-Мігел.
Лагоа розташоване за 8 км на схід від міста Понта-Делгада на південному березі острова Сан-Мігел.
Муніципалітет межує: 
- на півночі — муніципалітет Рібейра-Гранде
- на сході — муніципалітет Віла-Франка-ду-Кампу
- на півдні — Атлантичний океан
- на заході — муніципалітет Понта-Делгада

### Клімат
Місто знаходиться у зоні, котра характеризується середземноморським кліматом. Найтепліший місяць — серпень із середньою температурою 21.7 °C (71 °F). Найхолодніший місяць — січень, із середньою температурою 13.9 °С (57 °F).
| Клімат Лагоа            | Клімат Лагоа | Клімат Лагоа | Клімат Лагоа | Клімат Лагоа | Клімат Лагоа | Клімат Лагоа | Клімат Лагоа | Клімат Лагоа | Клімат Лагоа | Клімат Лагоа | Клімат Лагоа | Клімат Лагоа | Клімат Лагоа |
| Показник                | Січ.         | Лют.         | Бер.         | Квіт.        | Трав.        | Черв.        | Лип.         | Серп.        | Вер.         | Жовт.        | Лист.        | Груд.        | Рік          |
| Середня температура, °C | 14           | 14           | 15           | 15           | 16           | 18           | 21           | 22           | 21           | 19           | 16           | 15           | 17           |
| Норма опадів, мм        | 106          | 90           | 90           | 64           | 57           | 37           | 23           | 36           | 74           | 94           | 108          | 104          | 883          |
| ----------------------- | ------------ | ------------ | ------------ | ------------ | ------------ | ------------ | ------------ | ------------ | ------------ | ------------ | ------------ | ------------ | ------------ |
| Джерело: Weatherbase    |              |              |              |              |              |              |              |              |              |              |              |              |              |

## Історія
Місто засновано 1522 року.

## Населення
| Кількість мешканців | Кількість мешканців | Кількість мешканців | Кількість мешканців | Кількість мешканців | Кількість мешканців | Кількість мешканців | Кількість мешканців | Кількість мешканців | Кількість мешканців | Кількість мешканців | Кількість мешканців | Кількість мешканців | Кількість мешканців | Кількість мешканців | Кількість мешканців |
| ------------------- | ------------------- | ------------------- | ------------------- | ------------------- | ------------------- | ------------------- | ------------------- | ------------------- | ------------------- | ------------------- | ------------------- | ------------------- | ------------------- | ------------------- | ------------------- |
| 1864                | 1878                | 1890                | 1900                | 1911                | 1920                | 1930                | 1940                | 1950                | 1960                | 1970                | 1981                | 1991                | 2001                | 2011                |                     |
| 9 634               | 10 997              | 11 510              | 11 963              | 10 983              | 9 859               | 10 954              | 12 522              | 13 638              | 13 944              | 13 250              | 12 849              | 12 900              | 14 126              | 14 442              |                     |

## Парафії
1. Агуа-де-Пау
2. Кабоку
3. Носса-Сеньйора-ду-Розаріо
4. Рібейра-Шан
5. Санта-Круш